# Yves Leterme
Yves Camille Désiré Leterme (født 6. oktober 1960 i Wervik, Vestflandern) er en belgisk politiker, der var Belgiens premierminister fra 20. marts til 30. december 2008 og igen fra 25. november 2009 til 6. december 2011. Leterme er medlem af det flamske kristendemokratiske parti Christen-Democratisch en Vlaams, og han er tidligere vicepremierminister og minister for økonomi, institutionelle reformer, transport og Nordsøen i den belgiske regering. Han er tidligere ministerpræsident i Flandern, hvor han også har været landbrugs- og fiskeriminister.
Efter længere tids forhandlinger efter parlamentsvalget i 2007, tiltrådte Leterme som Belgiens premierminister 20. marts 2008 som leder af en koalitionsregering mellem Letermes parti, det frankofone parti Centre démocrate humaniste, Mouvement Réformateur, Parti Socialiste og det tidligere regeringsparti VLD.
Den 9. december 2008 indleverede Leterme sin og regeringens afskedsbegæring til kong Albert 2. efter problemer i forbindelse med salget af finansvirksomheden Fortis til den franske storbank BNP Paribas. Han fortsatte derefter som midlertidig regeringschef, indtil han den 30. december 2008 blev afløst af Herman Van Rompuy. Sidstnævnte overlod igen posten til Leterme, da Van Rompuy blev udnævnt til formand for Det Europæiske Råd. Efter et valg i juni 2010 fungerede han som leder af et forretningsministerium, en post han dog i september 2011 meddelte, at han ville forlade ved udgangen af 2011 til fordel for en post som generalsekretær for OECD. Den 6. december 2011 blev han afløst af socialisten Elio Di Rupo som landet premierminister.